# Заграђе (Травник)
Заграђе је насељено место у Босни и Херцеговини у општини Травник. Административно припада Федерацији Босне и Херцеговине, односно њеном Средњобосанском кантону. Према попису становништва из 2013. у насељу је било 456 становника, а већинску популацију чинили су Бошњаци.

## Становништво
По последњем службеном попису становништва из 2013. године у овом насељу живело је 456 становника, а село је било етнички хомогено са већинском бошњачком популацијом.
| Националност | 2013. | 1991.        | 1981.        | 1971.        |
| Бошњаци      | —     | 617 (97,78%) | 539 (98,90%) | 485 (98,98%) |
| Хрвати       | —     | 0            | 0            | 3 (0,61%)    |
| Срби         | —     | 0            | 3 (0,55%)    | 1 (0,20%)    |
| Југословени  | —     | 4 (0,63%)    | 1 (0,18%)    | 0            |
| Црногорци    | —     | 0            | 1 (0,18%)    | 0            |
| остали       | —     | 10 (1,58%)   | 1 (0,18%)    | 1 (0,20%)    |
| Укупно       | 456   | 631          | 545          | 490          |